# Bülent Korkmaz
Bülent Korkmaz (* 24. November 1968 in Malatya) ist ein ehemaliger türkischer Fußballspieler und aktueller -trainer. Durch seine langjährige Tätigkeit für Galatasaray Istanbul und als dessen Eigengewächs wird er sehr stark mit diesem Verein assoziiert und von Vereins- und Fanseiten als eine der wichtigsten Persönlichkeiten der Vereinsgeschichte betrachtet.
Bülent Korkmaz ist mit 588 Pflichtspielen Rekordspieler von Galatasaray Istanbul.

## Spielerkarriere

### Verein
Korkmaz begann mit dem Vereinsfußball in der Nachwuchsabteilung von Galatasaray Istanbul. Hier hatte Mitte der 1980er Jahre der deutsche Trainer Jupp Derwall das Traineramt übernommen und neben seiner Tätigkeit bei der Profimannschaft auch die Nachwuchsabteilung des Vereins erneuert und die Talentförderung dem deutschen Standard angepasst. In diesem Zuge wurden spätere Profispieler wie Korkmaz, dessen Bruder Mert Korkmaz, Tugay Kerimoğlu und Suat Kaya in der Nachwuchsabteilung Galatasarays ausgebildet. Korkmaz wurde zur Saison 1987/88 zusammen mit Kerimoğlu von Derwalls Nachfolger und ehemaligen Co-Trainer Mustafa Denizli in den Profikader aufgenommen. Während Kerimoğlu von Saisonbeginn an zu Pflichteinsätzen kam, gab Korkmaz erst im 24. Februar 1988 sein Profidebüt. Hier wurde er in der Pokalbegegnung gegen Kayserispor in der 73. Minute für Semih Yuvakuran eingewechselt. Im weiteren Saisonverlauf absolvierte er keine weitere Pflichtspielbegegnung. In dieser Saison holte er mit seinem Verein den vorsaisonal ausgetragenen TSYD-Istanbul-Pokal und die türkische Meisterschaft. Ihm wurde nachgesagt, fußballerisch eher durchschnittlich veranlagt zu sein und seine Erfolge mit Fleiß und Ehrgeiz zu erarbeiten. Hierfür diente ihm angeblich sein deutscher Mannschaftskollege Reinhard Stumpf als Vorbild. Korkmaz errang acht Meisterschaften und Pokalsiege in der Türkei. Zudem errang er mit Galatasaray im Jahr 2000 den Gewinn des UEFA-Pokal sowie den Titelgewinn im UEFA Super Cup. Im Verein wie auch im Nationalteam war er langjähriger Spielführer.

### Nationalmannschaft
Bülent Korkmaz gab sein Debüt für die Türkei am 17. Oktober 1990 im EM-Qualifikationsspiel gegen Irland. Das erste Länderspieltor gelang dem Innenverteidiger drei Jahre später gegen Polen.
Korkmaz gehörte 1996 zum EM-Aufgebot der Türkei und kam während des Turniers einmal zum Einsatz. Im letzten Gruppenspiel gegen Dänemark wurde Korkmaz in der 69. Spielminute für Tugay Kerimoğlu eingewechselt. Für die Fußball-Europameisterschaft 2000 in den Niederlanden und Belgien war der Abwehrspieler im vorläufigen Kader. 2002 nahm Korkmaz an der WM in Japan und Südkorea teil und wurde mit seinen Mannschaftskameraden WM-Dritter. Im Turnier kam er zu sechs Einsätzen und erzielte ein Tor. Am 17. August 2005 bestritt er in Sofia sein letztes Spiel für die türkische Fußballnationalmannschaft beim Freundschaftsspiel zwischen der Türkei und Bulgarien. Mit 102 Länderspielen ist Bülent Korkmaz nach Rüştü Reçber und Hakan Şükür der Spieler mit den meisten Einsätzen für die Türkei.

## Trainerkarriere
Als erste Trainertätigkeit arbeitete er bei Gençlerbirliği Ankara als Co-Trainer und assistierte dabei dem Cheftrainer Mesut Bakkal.
In der Winterpause der Saison 2006/07 nahm er das Cheftrainerangebot des Erstligisten Kayseri Erciyesspor an und ersetzte den deutschen Trainer Werner Lorant. Erciyesspor hatte zuvor die Hinrunde mit lediglich elf Punkten und einem Siebenpunkteunterschied zum nächsten Nichtabstiegsplatz auf dem letzten Tabellenplatz beendet. Unter Korkmaz holte der Verein in der Rückrunde 26 Punkte, bewahrte sich bis zum letzten Spieltag die Chance auf den Klassenerhalt und beendete die Rückrundentabelle auf dem 5. Tabellenplatz. Am letzten Spieltag musste Korkmaz’ Team neben einem deutlichen Sieg, auch auf Niederlagen der direkten Abstiegskonkurrenten Antalyaspor und Çaykur Rizespor hoffen. Diese beiden Vereine hatten zwar nur zwei Punkte mehr hatten als Erciyesspor, würden jedoch im Falle eines Unentschieden im letzten Spiel aufgrund der deutlich besseren Torverhältnisse vor Erciyesspor liegen und somit ihren Klassenerhalt sichern. Erciyesspor führte am letzten Spieltag gegen Sivasspor mit 1:0 und hoffte auf Niederlagen der Abstiegskonkurrenten. Während Antalyaspor in seiner Partie schnell in Rückstand geriet, erkämpfte sich Rizespor ein 1:1-Unentschieden und hielt dieses Ergebnis über die gesamte Spiellänge. Nach Spielabpfiff der Partie von Rizespor, stand der Abstieg Erciyesspors fest. Die Mannschaft kassierte in der Nachspielzeit noch zwei Treffer und beendete die Saison auf dem Vorletzten Tabellenplatz. Parallel zum Abstiegskampf führte Korkmaz seine Mannschaft bis ins türkische Pokalfinale. Im Finale scheiterte sein Team unglücklich in der Verlängerung gegen den späteren Vizemeister Beşiktaş Istanbul. Durch die Pokalendspielteilnahme qualifizierte sich der Verein zum ersten Mal in seiner Vereinsgeschichte für den UEFA-Pokal. Nach Saisonende verließ Korkmaz die Zentralanatolier.
Zu Anfang der Saison 2007/08 wurde Korkmaz Trainer beim türkischen Erstligisten Bursaspor. Nach nur neun Spieltagen wurde er in Bursa entlassen. 2007/2008 übernahm er den Trainerposten beim türkischen Erstligisten Gençlerbirliği aus Ankara, wurde aber vor dem Ende der Saison entlassen, weil die Mannschaft den hohen Erwartungen seitens der Fans und des Vorstands nicht gerecht wurde und im Abstiegskampf steckte.
Nach der Entlassung von Michael Skibbe bei Galatasaray am 23. Februar 2009 wurde Korkmaz zum neuen Trainer ernannt. Der ursprüngliche Vertrag lief bis 2010, jedoch reichte Korkmaz am 3. Juni 2009 seine Kündigung ein, die vom Vorstand akzeptiert wurde. Nach seiner Kündigung bei Galatasaray Istanbul trainierte Korkmaz den aserbaidschanischen Verein FK Baku. Am 8. November 2011 wurde Korkmaz Trainer von Kardemir Karabükspor. Obwohl Karabükspor mit Bülent Korkmaz als Trainer in der Rückrunde 32 Punkte holte, und somit nach Galatasaray Istanbul und Fenerbahçe Istanbul die 3.beste Rückrundenmannschaft gewesen war, und gleichzeitig auch der Halbfinaleinzug im türkischen Pokal erreicht worden war, trennte sich der Verein vom Trainer Anfang Mai. Am 13. November 2012 wurde Korkmaz Trainer beim Erstligisten Istanbul Büyükşehir Belediyespor. Mit diesem Verein misslang ihm zum Saisonende der Klassenerhalt. So wurde er anschließend durch Cihat Arslan ersetzt.
Zur Saison 2014/15 übernahm er zum zweiten Mal in seiner Karriere den zentralanatolischen Zweitligisten Kayseri Erciyesspor. Obwohl er lange Zeit nach dieser Pressemitteilung keinen offiziellen Vertrag unterschrieben hatte, betreute er den Verein bereits beim vorsaisonalen Vorbereitungscamp und wurde auf der Vereinshomepage als Cheftrainer geführt. Nach der 1:2-Heimniederlage gegen den direkten Abstiegskonkurrenten Eskişehirspor vom 10. Spieltag wurde Korkmaz von seinem Amt als Cheftrainer entlassen.
Korkmaz übernahm im September 2015 die Mannschaft von Mersin İdman Yurdu. Anfang Januar 2016 wurde er seitens der Vereinsführung entlassen. Im Sommer 2018 übernahm Korkmaz die Mannschaft von Antalyaspor. Die Saison 2018/19 beendete seine Mannschaft auf dem 7. Platz und im türkischen Pokal schied sie im Achtelfinale gegen Göztepe Izmir aus. In der nachfolgenden Spielzeit trat Bülent Korkmaz nach vier Niederlagen in Folge als Cheftrainer zurück. Zu diesem Zeitpunkt war Antalyaspor auf Platz 15. Drei Monate nach seiner Kündigung bei Antalyaspor wurde Korkmaz Cheftrainer von Konyaspor. Sein Vertrag endete kurz vor Beginn der Spielzeit 2020/21 und wurde nicht verlängert. Im September 2021 wurde Korkmaz als neuer Cheftrainer von Alanyaspor vorgestellt.

## Karrierestatistik
| Verein               | Liga            | Saison          | Liga   | Liga | Nat. Pokal | Nat. Pokal | Europapokal | Europapokal | Andere | Andere | Gesamt | Gesamt |
| Verein               | Liga            | Saison          | Spiele | Tore | Spiele     | Tore       | Spiele      | Tore        | Spiele | Tore   | Spiele | Tore   |
| -------------------- | --------------- | --------------- | ------ | ---- | ---------- | ---------- | ----------- | ----------- | ------ | ------ | ------ | ------ |
| Galatasaray Istanbul | Süper Lig       | 1987/88         | -      | -    | 1          | 0          | -           | -           | -      | -      | 1      | 0      |
| Galatasaray Istanbul | Süper Lig       | 1988/89         | 10     | 0    | 1          | 0          | 7           | 0           | 3      | 0      | 21     | 0      |
| Galatasaray Istanbul | Süper Lig       | 1989/90         | 19     | 0    | -          | -          | 2           | 0           | 3      | 0      | 24     | 0      |
| Galatasaray Istanbul | Süper Lig       | 1990/91         | 30     | 1    | 4          | 0          | -           | -           | 2      | 0      | 36     | 1      |
| Galatasaray Istanbul | Süper Lig       | 1991/92         | 27     | 3    | 2          | 0          | 5           | 0           | 1      | 0      | 35     | 3      |
| Galatasaray Istanbul | Süper Lig       | 1992/93         | 29     | 1    | 6          | 0          | 5           | 0           | 3      | 0      | 43     | 1      |
| Galatasaray Istanbul | Süper Lig       | 1993/94         | 30     | 1    | 5          | 1          | 9           | 0           | 3      | 0      | 47     | 2      |
| Galatasaray Istanbul | Süper Lig       | 1994/95         | 31     | 1    | 6          | 0          | 8           | 0           | 3      | 0      | 48     | 1      |
| Galatasaray Istanbul | Süper Lig       | 1995/96         | 29     | 0    | 6          | 0          | 2           | 0           | 2      | 0      | 39     | 0      |
| Galatasaray Istanbul | Süper Lig       | 1996/97         | 32     | 2    | 1          | 0          | 4           | 0           | 3      | 0      | 40     | 2      |
| Galatasaray Istanbul | Süper Lig       | 1997/98         | 29     | 1    | 7          | 0          | 8           | 0           | 1      | 0      | 45     | 1      |
| Galatasaray Istanbul | Süper Lig       | 1998/99         | 21     | 1    | 6          | 0          | 2           | 0           | 2      | 0      | 31     | 1      |
| Galatasaray Istanbul | Süper Lig       | 1999/00         | 22     | 0    | 3          | 1          | 8           | 0           | 1      | 0      | 34     | 1      |
| Galatasaray Istanbul | Süper Lig       | 2000/01         | 27     | 0    | 2          | 0          | 15          | 1           | 0      | 0      | 44     | 1      |
| Galatasaray Istanbul | Süper Lig       | 2001/02         | 26     | 3    | -          | -          | 12          | 0           | -      | -      | 38     | 3      |
| Galatasaray Istanbul | Süper Lig       | 2002/03         | 30     | 1    | 2          | 0          | 6           | 0           | -      | -      | 38     | 3      |
| Galatasaray Istanbul | Süper Lig       | 2003/04         | 23     | 0    | -          | -          | 8           | 0           | -      | -      | 31     | 0      |
| Galatasaray Istanbul | Süper Lig       | 2004/05         | 13     | 0    | 2          | 0          | -           | -           | -      | -      | 15     | 0      |
| Karriere Gesamt      | Karriere Gesamt | Karriere Gesamt | 428    | 15   | 54         | 2          | 101         | 1           | 27     | 0      | 610    | 18     |

## Erfolge

### Als Spieler
Galatasaray Istanbul (1987–2005)
- Türkischer Meister (8): 1988, 1993, 1994, 1997, 1998, 1999, 2000, 2002
- Türkischer Pokalsieger (6): 1991, 1993, 1996, 1999, 2000, 2005
- UEFA-Cup-Sieger: 2000
- UEFA-Super-Cup-Sieger: 2000
- Türkischer Fußball-Supercup (5): 1988, 1991, 1993, 1996, 1997
- Başbakanlık Kupası (2): 1990, 1995
- TSYD Kupası (5): 1991, 1992, 1997, 1998, 1999

Mit der türkischen Nationalmannschaft
- Teilnehmer der Europameisterschaft: Europameisterschaft 1996
- Viertelfinalist der Europameisterschaft: Europameisterschaft 2000
- Dritter bei der Weltmeisterschaft: 2002
- Dritter beim FIFA-Konföderationen-Pokal: 2003

### Als Trainer
Kayseri Erciyesspor (2007)
- Türkischer Pokalfinalist: 2006/07

## Sonstiges
- Mit acht Meisterschaftstiteln der Süper Lig ist Korkmaz zusammen mit Suat Kaya und Hakan Şükür der Spieler mit den meisten gewonnenen Meisterschaften.
- Mit 610 Spielen ist er Rekordspieler von Galatasaray.
- Mit 101 Europapokaleinsätzen für Galatasaray hat Bülent Korkmaz mehr Spiele auf internationaler Bühne bestritten als jeder andere türkische Fußballspieler.
- Sein Spitzname ist „Cengaver“ (der Tapfere, Furchtlose). Daher ist ein Slogan der Galatasaray Fangruppe ultrAslan: „Bülent furchtlos, wir auch“. Cengaver war der Name, den ihm seine Eltern ursprünglich geben wollten, allerdings wurde er vom Standesbeamten zu Bülent umgewandelt. Die Anhänger seines Vereins nennen ihn ehrenhalber auch Büyük Kaptan (Großer Kapitän).

## Privates
Korkmaz ist mit seiner Frau Banu verheiratet und Vater von zwei Töchtern.